# Bahnhof Bad Endorf (Oberbay)

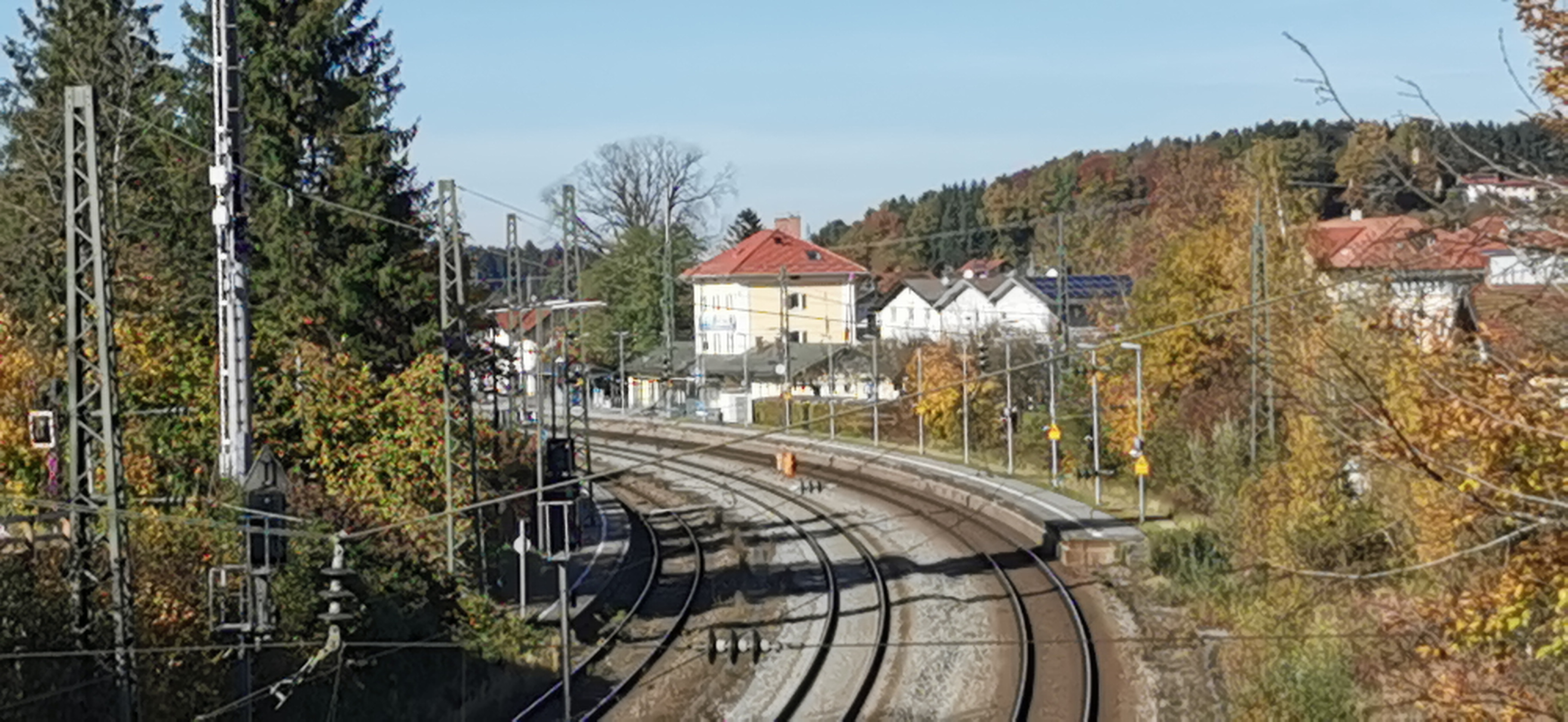
Ansicht der Bahnhofsanlage von der Chiemseestraße

Der Bahnhof Bad Endorf (Oberbay) ist der Bahnhof des Marktes Bad Endorf. Der Bahnhof verfügt über drei Bahnsteiggleise. Er wird täglich von ungefähr 50 Zügen der Bayerischen Regiobahn und der DB Fernverkehr bedient. Der Bahnhof ist ein Trennungsbahnhof und liegt an den Bahnstrecken Rosenheim–Salzburg und Bad Endorf–Obing.

## Lage
Der Bahnhof liegt im gleichnamigen Ortsteil der Gemeinde Bad Endorf. Aufgrund geografischer Gegebenheiten liegt er in einem scharfen Bogen mit nur 700 Metern Bogenhalbmesser.
Der Bahnhof wird östlich durch den Bahnhofsplatz und die Chiemseestraße (ST 2092) begrenzt. Südwestlich grenzt die Ströbinger Straße an das Bahngelände. Außerdem verläuft westlich des Bahnhofes die Geigelsteinstraße, diese mündet in die Hochriesstraße. Das Bahnhofsgebäude befindet sich östlich der Gleisanlagen und hat die Adresse Bahnhofplatz 4.
Der Bahnhof Bad Endorf liegt an der zweigleisigen und elektrifizierten Hauptbahn (VzG 5703) von Rosenheim über Traunstein und Freilassing nach Salzburg, die mit bis zu 160 km/h befahren werden kann. Sie ist eine wichtige europäische Verkehrsachse im internationalen Eisenbahnverkehr. Zudem beginnt in Bad Endorf die eingleisige Nebenbahn (VzG 5705) Bad Endorf–Halfing–Amerang–Obing. Sie wird von der Chiemgauer Lokalbahn heute als Museumsbahn betrieben.

## Geschichte
Am 7. Mai 1860 nahmen die Königlich Bayerischen Staatseisenbahnen den Bahnhof Endorf als Kreuzungsbahnhof an der Bahnstrecke Rosenheim–Salzburg in Betrieb. Er hatte den Status einer Bahnexpedition inne, eine eigene Bahnmeisterei war im Bahnhof eingerichtet. Gegenüber dem Empfangsgebäude, auf der Straßenseite, befand sich eine Gaststätte, welche heute unter Denkmalschutz steht. Am 1. Oktober 1905 wurde der Bahnhof in Endorf (Oberbay) beziehungsweise Endorf i/Oberbayern (frühere Schreibweise) umbenannt. Drei Jahre später, am 15. Oktober 1908 wurde der Bahnhof mit der Eröffnung der Lokalbahn Endorf–Obing ein Trennungsbahnhof.
Der letzte Personenzug von Endorf nach Obing fuhr im Mai 1968, Güterverkehr fand noch bis 1996 statt. Ende Mai 1968 gab die Deutsche Bundesbahn auch die Bahnmeisterei in Endorf auf. Für den Bahnhof Endorf war von nun an die Priener Bahnmeisterei zuständig. Seit dem 25. Mai 1988 war der Bahnhof Endorf keine Dienststelle der Bahnstrecke Rosenheim–Salzburg mehr, die verbliebenen Aufgaben wurden ebenfalls an Prien am Chiemsee abgetreten. Im Juli 2006 wurde die Bahnstrecke Endorf–Obing von der Chiemgauer Lokalbahn als Museumsbahn wieder in Betrieb genommen. Noch im selben Jahr wurde das Empfangsgebäude renoviert.

## Infrastruktur

### Stellwerke
Nach Eröffnung des Bahnhofs stellten Weichenwärter die Weichen von Hand. Um 1900 wurden drei mechanische Stellwerke in Betrieb genommen. Diese wurde im September 1963 durch ein Drucktastenstellwerk der Bauart Dr S2 von Siemens abgelöst. Das Drucktastenstellwerk stellte neben dem Bahnhof Endorf die Ausweichanschlussstelle Rimsting fern. Am 19. November 2003 ersetzte die Deutsche Bahn das Drucktastenstellwerk durch eine Außenstelle (ESTW-A) des Elektronischen Stellwerks Rosenheim, dieses wird seit 2005 von München ferngesteuert.

### Gleisanlagen
1877 waren im Bahnhof Bad Endorf zwei Hauptgleise mit Bahnsteigen vorhanden. Zusätzlich gab es für den Güterverkehr zwei weitere durchgehende Gleise sowie ein Stumpfgleis. Am Stumpfgleis befand sich ein Güterschuppen und eine Laderampe mit einer Wagondrehscheibe. Durch den zweigleisigen Ausbau der Bahnstrecke Rosenheim–Salzburg und die Inbetriebnahme der Bahnstrecke nach Obing kam es in der Folgezeit zu einigen Umbaumaßnahmen. Im Jahr 1940 gab es vier Bahnsteiggleise, wovon Gleis 1 von den Zügen der Bahnstrecke Endorf–Obing genutzt wurde. Für den Güterverkehr waren Gleis 5 und mehrere Stumpfgleise vorhanden, an denen Güterschuppen, Laderampe und Ladestraße lagen. 1991 wurde eine Bahnsteigunterführung und ein neuer Seitenbahnsteig an Gleis 4 mit einer Höhe von 55 cm eingerichtet. 1995 wurden die Gütergleise abgerissen und durch Parkplätze ersetzt. 2010 wurde auch ein neuer Bahnsteig für die Gleise 1 und 2 gebaut, der Bahnsteig an Gleis 3 entfiel.
Der Bahnhof verfügt heute über drei Bahnsteiggleise, die an zwei Bahnsteigen liegen. Gleis 2 liegt am Hausbahnsteig, dieser ist 76 Zentimeter hoch. Gleis 1 ist ein Stumpfgleis, welches nördlich des Empfangsgebäudes ebenfalls am Hausbahnsteig liegt. Gleis 4 liegt an einem Seitenbahnsteig. Die beiden Bahnsteige sind über eine Unterführung miteinander verbunden. Der Bahnhof ist barrierefrei ausgebaut und verfügt über digitale Zugzielanzeiger.
| Gleis | Länge in m | Höhe in cm | Nutzung                                   |
| ----- | ---------- | ---------- | ----------------------------------------- |
| 1     | 85         | 76         | Museumszüge nach Obing                    |
| 2     | 320        | 76         | Züge in Richtung Rosenheim und München    |
| 4     | 401        | 55         | Züge in Richtung Freilassing und Salzburg |

## Verkehr
Im Sommer 1914 wurde der Bahnhof täglich von 14 Personenzügen, die meist von München Hbf/München Ost bzw. Rosenheim verkehrten, bedient. Zusätzlich fuhren auf der Nebenbahn nach Obing täglich weitere zehn bis zwölf Nahverkehrszüge. Im Sommer 1934 bedienten 18 Personenzüge, die auf der Bahnstrecke Rosenheim–Salzburg verkehrten, den Bahnhof. Zudem fuhren im Sommer und bei gutem Wetter weitere Entlastungszüge. Nach Obing wurden täglich drei Zugpaare angeboten. Im Jahr 1944 hielten 18 Personenzüge in Bad Endorf. Der Personenverkehr auf der Lokalbahn nach Obing wurde im Mai 1968 eingestellt. Im Sommer 1988 bedienten Montag bis Freitag den Bahnhof Bad Endorf circa 35 Personenzüge. Am 1. Juli 1991 wurde die Güterverladung in Bad Endorf aufgegeben.
Der Bahnhof liegt heute an den folgenden Kursbuchstrecken:
- 951: München – Rosenheim – Bad Endorf – Traunstein – Salzburg[12]
- 12951: Bad Endorf – Amerang – Obing am See[13]

Im Bahnhof halten täglich drei Fernverkehrs-Zugpaare. Auf der Intercity-Linie 26 fährt der Königssee von Hamburg-Altona über Hannover, Würzburg, Augsburg und Freilassing nach Berchtesgaden. Hinzu kommt die Linie 60 von Karlsruhe nach Salzburg. Die Eurocity-Linie 62 verkehrt ebenfalls von Frankfurt über Stuttgart und Salzburg nach Linz.
Im Regionalverkehr wird Bad Endorf im Stundentakt durch die Bayerische Regiobahn (bis 2020: Meridian) bedient, die von München nach Salzburg verkehrt. Ergänzend fahren vier Zugpaare während der Hauptverkehrszeit nach Traunstein. An Sonn- und Feiertagen von Mai bis Oktober sind Museumszüge der Chiemgauer Lokalbahn nach Obing unterwegs.
| IC 26    | Königssee: Hamburg-Altona – Hamburg – Hannover – Göttingen – Kassel-Wilhelmshöhe – Würzburg – Augsburg – München Ost – Bad Endorf – Freilassing – Berchtesgaden | ein Zugpaar                                     |  |                          |                          |                          |
| IC 60    | Karlsruhe – Stuttgart – Ulm – Augsburg – München – Bad Endorf – Salzburg                                                                                        | ein Zugpaar                                     |  |                          |                          |                          |
| EC/IC 62 | Frankfurt – Heidelberg – Stuttgart – Ulm – Augsburg – München – Bad Endorf – Salzburg (– Linz)                                                                  | ein Zugpaar                                     |  |                          |                          |                          |
| RE5      | München – Rosenheim – Bad Endorf – Traunstein – Freilassing – Salzburg                                                                                          | Stundentakt                                     |  |                          |                          |                          |
| RE5      | München – Rosenheim – Bad Endorf – Traunstein | vier Zugpaare                                   |  |                          |                          |                          |
|          | Bad Endorf – Halfing – Amerang – Obing | vier Zugpaare an Sonn- und Feiertagen im Sommer |  | Stand: 13. Dezember 2020 | Stand: 13. Dezember 2020 | Stand: 13. Dezember 2020 |